# Amalia Solórzano

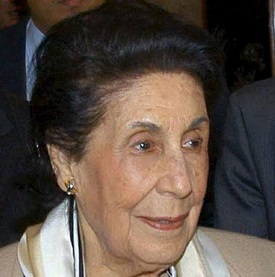
Amalia Solórzano.

Amalia Alejandra Solórzano de Cárdenas, geboren Amalia Alejandra Solórzano Bravo (Tacámbaro, 10 juli 1911-Mexico-Stad, 12 december 2008) was de echtgenote van Lázaro Cárdenas, president van Mexico van 1934 tot 1940.
Op 17-jarige leeftijd leerde ze Cárdenas, 16 jaar ouder, kennen. Ze trouwden in 1932, zonder toestemming en buiten medeweten van haar ouders. Twee jaar later werd Cárdenas tot president gekozen. Een van de bekendste daden van Solórzano als first lady was het openen van een school voor wezen van republikeinen uit de Spaanse Burgeroorlog, de zogenaamde Niños de Morelia (Kinderen van Morelia). Enkelen van hen hebben later invloedrijke posities weten te bereiken in Spanje en Mexico.
Solórzano en Cárdenas kregen één zoon, de politicus Cuauhtémoc Cárdenas, drie kleinkinderen (onder wie Lázaro Cárdenas Batel) en twee achterkleinkinderen. Haar echtgenoot overleed in 1970. Solórzano overleed op 97-jarige leeftijd aan een aandoening aan de ademhaling.